# Barnisławice
Barnisławice – osada leśna w Polsce położona w województwie zachodniopomorskim, w powiecie kamieńskim, w gminie Golczewo.
W miejscowości jest przystanek kolejowy Barnisławice.
W latach 1975–1998 miejscowość położona była w województwie szczecińskim.